# Auszug (Liturgie)
Der Auszug ist in der Liturgie verschiedener Konfessionen generell das geordnete Verlassen des Gottesdienstraumes durch den Zelebranten und die liturgischen Dienste (Ministranten, Kommunionhelfer, Lektoren) des Gottesdienstes bei seinem Abschluss. Somit bildet der Auszug das Gegenstück zum Einzug und geschieht in gleicher Reihenfolge, der Prozessionsordnung.
Als Rezess  (lateinisch recessus, Zurückgehen, Rückgang) wurde neben dem Auszug selbst eine Reihe von Gebeten bezeichnet, die der Priester still beim Auszug vom Altar zur Sakristei sprach. Sie entstanden bereits ab dem 2. Jahrhundert und umfassten  den Lobgesang der drei Jünglinge im Feuerofen (Benedicite, Dan 3,57–90 ) als Canticum mit Antiphon, den Psalm 150, einige Versikel und drei Orationen. Häufig wurden dem eigentlichen Rezess noch weitere Gebete angefügt. Papst Johannes XXIII. fügte 1960 noch das Danksagungsgebet Credo Domine an. Die Neuordnung der Liturgie nach dem Zweiten Vatikanischen Konzil 1970 hat die Dankgebete in Form des Kommuniongesangs und des Dankliedes in die Messfeier einbezogen.

## Römisch-katholische Kirche
In der römisch-katholischen Kirche erfolgt der Auszug in einer bestimmten Reihenfolge, die aber nach liturgischen und örtlichen Gegebenheiten variieren kann.
Allgemein erfolgt der Auszug meist in dieser Reihenfolge:
1. Thuriferar und Navikular
2. Kruziferar und Ceroferare
3. Bannerträger
4. Ministranten
5. Kommunionhelfer und Lektoren
6. Diakon
7. Konzelebranten
8. Hauptzelebrant
9. Zeremoniar
10. Mitrafer und Baculifer